# روی تنابه
روی تنابه (انگلیسی: Rui Tanabe; ۲۳ مهٔ ۱۹۹۷ – ) صداپیشه اهل ژاپن بود. وی از سال ۲۰۱۳ میلادی تاکنون مشغول فعالیت بوده‌است.